# Protoparmelia nephaea
Protoparmelia nephaea är en lavart som först beskrevs av Sommerf., och fick sitt nu gällande namn av R. Sant. Protoparmelia nephaea ingår i släktet Protoparmelia och familjen Parmeliaceae.  Arten är reproducerande i Sverige. Inga underarter finns listade i Catalogue of Life.